# どんなに君がはなれていたって
『どんなに君がはなれていたって／裸の夢』（どんなにきみがはなれていたって／はだかのゆめ）は、1996年2月1日に発売された郷ひろみ70作目のシングル。

## 解説
『どんなに君がはなれていたって』はTBS「花王 愛の劇場 ママは大ピンチ!!」主題歌。『裸の夢』は「トリンプ」CMソング。

## 収録曲
全曲　編曲:山本健司
1. どんなに君がはなれていたって
  - 作詞:松井五郎／作曲:都志見隆
2. 裸の夢
  - 作詞:夏目純／作曲:尾関昌也
3. どんなに君がはなれていたって（オリジナル・カラオケ）
4. 裸の夢（オリジナル・カラオケ）